# Кубок Польщі з футболу 2009—2010
Кубок Польщі з футболу 2009–2010 — 56-й розіграш кубкового футбольного турніру в Польщі. Титул вперше здобула Ягеллонія.

## Календар
| Раунд                   | Дата                          | Матчі | Клуби   |
| ----------------------- | ----------------------------- | ----- | ------- |
| Перший попередній раунд | 29 липня 2009                 | 26    | 85 → 59 |
| Другий попередній раунд | 11-12 серпня 2009             | 12    | 59 → 47 |
| Перший раунд            | 25-26 серпня 2009             | 15    | 47 → 32 |
| 1/16 фіналу             | 23 вересня - 7 жовтня 2009    | 16    | 32 → 16 |
| 1/8 фіналу              | 27 жовтня - 25 листопада 2009 | 8     | 16 → 8  |
| 1/4 фіналу              | 16-17/23-24 березня 2010      | 8     | 8 → 4   |
| 1/2 фіналу              | 6 квітня/4 травня 2010        | 4     | 4 → 2   |
| Фінал                   | 22 травня 2010                | 1     | 2 → 1   |

## Перший попередній раунд
| Команда 1                           | Рахунок         | Команда 2                       |
| ----------------------------------- | --------------- | ------------------------------- |
| 29 липня 2009                       |                 |                                 |
| Гриф (Камінь-Поморський)            | 0:2             | Нєльба (Вонгровець)             |
| Олімпія (Ельблонг)                  | 1:2 дч          | Погонь (Щецин)                  |
| Олімпія (Грудзьондз)                | 2:1             | Елана (Торунь)                  |
| П'яст (Кобилін)                     | 3:1             | Чарні (Жагань)                  |
| Вармія (Граєво)                     | 1:0             | Завіша (Бидгощ)                 |
| Битовія                             | 2:1             | ОКС 1945 (Ольштин)              |
| Погонь (Свебодзін)                  | 1:2             | Котвиця (Колобжег)              |
| Мотобі (Конти-Вроцлавські)          | 0:2             | МКС (Ключборк)                  |
| Вісла (Пулави)                      | 2:0             | Вігри (Сувалки)                 |
| Мазур (Карчев)                      | 3:0             | ЛКС (Ломжа)                     |
| Рух (Здзешовіце)                    | 1:0 дч          | Унія (Яніково)                  |
| Омега (Клещов)                      | 2:1             | Ярота (Яроцин)                  |
| Корона-2 (Кельце)                   | 3:0             | Сьленза (Вроцлав)               |
| Рух (Радзьонкув)                    | 1:0             | КСЗО (Островець-Свентокшиський) |
| Ресовія (Ряшів)                     | 3:1             | Ракув                           |
| Унія (Тарнув)                       | 0:2             | ГКС (Тихи)                      |
| Лехія (Зелена Гура)                 | 3:1             | Вікторія (Короново)             |
| Полонія (Слубіце)                   | 5:0             | Хемік Поліце                    |
| Медзь (футбольний клуб)             | 0:1             | Заглембє (Сосновець)            |
| Єзьорак (Ілава)                     | 2:1             | Рух (Високе-Мазовецьке)         |
| Сталь (Понятова)                    | 3:4 дч          | Старт (Отвоцьк)                 |
| Конкордія (Пйотркув-Трибунальський) | 2:4             | Сандеція                        |
| Гетьман (Замостя)                   | 5:1             | Сокул (Александрув-Лодзький)    |
| Пжебой (Вольбром)                   | 4:2             | Гурник (Величка)                |
| Ніда (Пінчув)                       | 1:1 дч пен. 3:5 | Колеяж (Струже)                 |
| Окоцимський                         | 1:0             | Пелікан (Лович)                 |

## Другий попередній раунд
Команди Нєльба (Вонгровець) та Гетьман (Замостя) пройшли до наступного раунду після жеребкування.
| Команда 1            | Рахунок         | Команда 2           |
| -------------------- | --------------- | ------------------- |
| 11 серпня 2009       |                 |                     |
| Котвиця (Колобжег)   | 5:7 дч          | Погонь (Щецин)      |
| Олімпія (Грудзьондз) | 1:0             | Єзьорак (Ілава)     |
| 12 серпня 2009       |                 |                     |
| Корона-2 (Кельце)    | 0:2             | МКС (Ключборк)      |
| Битовія              | 5:3 дч          | Вісла (Пулави)      |
| ГКС (Тихи)           | 1:1 дч пен. 4:3 | Сандеція            |
| Вармія (Граєво)      | 1:2             | Полонія (Слубіце)   |
| Рух (Радзьонкув)     | 5:0             | Колеяж (Струже)     |
| П'яст (Кобилін)      | 1:1 дч пен. 5:4 | Лехія (Зелена Гура) |
| Мазур (Карчев)       | 0:1             | Старт (Отвоцьк)     |
| Ресовія (Ряшів)      | 0:2             | Окоцимський         |
| Рух (Здзешовіце)     | 2:1             | Омега (Клещов)      |
| Заглембє (Сосновець) | 4:1             | Пжебой (Вольбром)   |

## Перший раунд
Команда Окоцимський пройшла до наступного раунду після жеребкування.
| Команда 1             | Рахунок         | Команда 2                   |
| --------------------- | --------------- | --------------------------- |
| 25 серпня 2009        |                 |                             |
| Полонія (Слубіце)     | 2:1             | ГКС (Катовіце)              |
| Битовія               | 1:0             | Тур (Турек)                 |
| Рух (Здзешовіце)      | 0:3             | Долькан (Зомбки)            |
| Нєльба (Вонгровець)   | 3:1             | Зніч (Прушкув)              |
| Рух (Радзьонкув)      | 0:1             | Корона (Кельце)             |
| МКС (Ключборк)        | 0:0 дч пен. 2:3 | ГКП (Гожув-Великопольський) |
| Погонь (Щецин)        | 2:0             | Мотор (Люблін)              |
| Заглембє (Сосновець)  | 2:0             | Флота (Свіноуйсьце)         |
| 26 серпня 2009        |                 |                             |
| ГКС (Тихи)            | 1:1 дч пен. 3:2 | Гурник (Ленчна)             |
| П'яст (Кобилін)       | 3:1             | Заглембє (Любін)            |
| Гетьман (Замостя)     | 1:1 дч пен. 5:4 | Варта (Познань)             |
| Олімпія (Грудзьондз)  | 3:0             | Кміта (Забежув)             |
| Старт (Отвоцьк)       | 2:1             | Подбескідзе                 |
| Сталь (Стальова Воля) | 2:1             | Вісла (Плоцьк)              |
| ГКС (Ястшембе)        | 3:4             | Відзев (Лодзь)              |

## 1/16 фіналу
| Команда 1                   | Рахунок         | Команда 2                   |
| --------------------------- | --------------- | --------------------------- |
| 23 вересня 2009             |                 |                             |
| Старт (Отвоцьк)             | 3:2             | ЛКС (Лодзь)                 |
| Окоцимський                 | 1:2             | Арка (Гдиня)                |
| Олімпія (Грудзьондз)        | 1:2             | Одра (Водзіслав-Шльонський) |
| Гетьман (Замостя)           | 0:3             | Вісла (Краків)              |
| П'яст (Кобилін)             | 1:1 дч пен. 2:4 | Краковія                    |
| Полонія (Слубіце)           | 1:2             | П'яст (Глівіце)             |
| Долькан (Зомбки)            | 1:1 дч пен. 5:4 | Шльонськ (Вроцлав)          |
| ГКС (Тихи)                  | 0:1 дч          | Ягеллонія                   |
| Битовія                     | 2:1             | Полонія (Битом)             |
| Відзев (Лодзь)              | 0:1             | Рух (Хожув)                 |
| Заглембє (Сосновець)        | 2:0             | Гурник (Забже)              |
| Корона (Кельце)             | 3:1             | ГКС (Белхатув)              |
| 29 вересня 2009             |                 |                             |
| ГКП (Гожув-Великопольський) | 0:2             | Легія (Варшава)             |
| Сталь (Стальова Воля)       | 0:0 дч пен. 4:1 | Лех (Познань)               |
| Нєльба (Вонгровець)         | 1:3             | Лехія (Гданськ)             |
| 7 жовтня 2009               |                 |                             |
| Погонь (Щецин)              | 2:0             | Полонія (Варшава)           |

## 1/8 фіналу
| Команда 1            | Рахунок | Команда 2                   |
| -------------------- | ------- | --------------------------- |
| 27 жовтня 2009       |         |                             |
| Долькан (Зомбки)     | 3:4 дч  | Корона (Кельце)             |
| Битовія              | 0:2     | Вісла (Краків)              |
| Заглембє (Сосновець) | 3:0     | Сталь (Стальова Воля)       |
| Погонь (Щецин)       | 2:0     | П'яст (Глівіце)             |
| 28 жовтня 2009       |         |                             |
| Старт (Отвоцьк)      | 0:1     | Рух (Хожув)                 |
| 3 листопада 2009     |         |                             |
| Арка (Гдиня)         | 0:2 дч  | Ягеллонія                   |
| 11 листопада 2009    |         |                             |
| Лехія (Гданськ)      | 1:0     | Одра (Водзіслав-Шльонський) |
| 25 листопада 2009    |         |                             |
| Легія (Варшава)      | 2:0 дч  | Краковія                    |

## 1/4 фіналу
| Команда 1            | Заг. | Команда 2       | 1-й матч | 2-й матч |
| -------------------- | ---- | --------------- | -------- | -------- |
| 16/23 березня 2010   |      |                 |          |          |
| Рух (Хожув)          | 2:2  | Легія (Варшава) | 1:0      | 1:2 дч   |
| 16/24 березня 2010   |      |                 |          |          |
| Заглембє (Сосновець) | 1:4  | Погонь (Щецин)  | 0:3      | 1:1      |
| 17/23 березня 2010   |      |                 |          |          |
| Лехія (Гданськ)      | 3:1  | Вісла (Краків)  | 3:1      | 0:0      |
| 17/24 березня 2010   |      |                 |          |          |
| Корона (Кельце)      | 3:4  | Ягеллонія       | 3:1      | 0:3      |

## 1/2 фіналу
| Команда 1              | Заг.    | Команда 2      | 1-й матч | 2-й матч |
| ---------------------- | ------- | -------------- | -------- | -------- |
| 6 квітня/4 травня 2010 |         |                |          |          |
| Рух (Хожув)            | 1:1 (ч) | Погонь (Щецин) | 1:1      | 0:0      |
| Лехія (Гданськ)        | 2:3     | Ягеллонія      | 1:2      | 1:1      |

## Фінал
| 22 травня 2010 16:30 (EEST) |

| Погонь (Щецин) | 0:1      | Ягеллонія  |
| -------------- | -------- | ---------- |
|                | Протокол | Скерла 49' |

| Стадіон імені Здзіслава Кшишков'яка, Бидгощ Глядачів: 12 000 Арбітр: Роберт Малек |